# Sebastian Pęcherz-Devash
Sebastian Rafał Pęcherz-Devash (ur. 12 grudnia 1985 w Rybniku) – polski siatkarz, grający na pozycji przyjmującego i atakującego.
Z poprzedniego małżeństwa ma syna o imieniu Nikodem. W 2015 roku w Polsce poślubił izraelską siatkarkę Galie Devash, z którą ma dwie córki, jedna z nich ma na imię Mila. Potrafi płynnie mówić po hebrajsku. Zmienił nazwisko, gdyż w Izraelu nie potrafili wymówić jego nazwiska Pęcherz, ani zapisać w hebrajskim alfabecie. Przez swoje polskie nazwisko miał trudności z załatwianiem spraw formalnych i urzędowych. Dlatego przyjął nazwisko po swojej żonie, Devash. W 2020 roku uzyskał obywatelstwo izraelskie.
Zawodową karierę sportową rozpoczął w Górniku Radlin, w barwach którego zadebiutował w Polskiej Lidze Siatkówki. W latach 2005–2008 był zawodnikiem Jadaru Radom. W sezonie 2005/2006 z radomskim klubem awansował do najwyższej klasy ligowej. W 2008 roku został siatkarzem Jastrzębskiego Węgla uczestniczącego w PlusLidze. Sezon 2010/2011 rozpoczął we francuskiej Pro B w Chaumont VB 52 walczący wówczas o awans do Pro A. We Francji nie grał jednak przez cały sezon – zdecydował się przenieść się do drużyny ABC Titans Berg Land walczącej o utrzymanie w ekstraklasie niemieckiej. Od sezonu 2011/2012 bronił barw klubowych izraelskiego Hapoel Jo’aw Kefar Sawa.
Polskę reprezentował jako gracz kadry narodowej kategorii kadetów, juniorów oraz drugiej reprezentacji kraju (Polska B).

## Życie prywatne
Jego ojciec był górnikiem, natomiast babcia i siostra uprawiały piłkę siatkową. Maturę zdał w Szkole Mistrzostwa Sportowego w Spale.

## Kariera w piłce siatkowej

### Kariera klubowa
Przygodę z piłką siatkową rozpoczynał w lokalnych klubach Rybnika. Jego pierwszym trenerem był Adam Łyczko. Najpierw grał w RMKS-ie Rybnik, a następnie w UKS-ie Grom. Potem przeniósł się do Radlina, by reprezentować barwy miejscowego Górnika. Początkowo występował w drużynie juniorów. W międzyczasie był również graczem SMS-u PZPS Spały, której był absolwentem. W sezonie 2003/2004 z radlińskim zespołem awansował do Polskiej Ligi Siatkówki, zajmując 2. miejsce za Resovią Rzeszów. W barażach Górnik pokonał BBTS Siatkarz-Original Bielsko-Biała, który w tabeli końcowej ekstraklasy zajął 9. pozycję. Wówczas Sebastian Pęcherz w zespole pełnił rolę podstawowego zawodnika.
W następnym sezonie siatkarz był notowany jako gracz w wyjściowej "szóstce". W Polskiej Lidze Siatkówki zadebiutował w 1. kolejce w przegranym na własnym parkiecie spotkaniu z PZU AZS-em Olsztyn 0:3. Potem z drużyną zanotował porażki ligowe z Pamapolem Domex AZS Częstochowa i ze Skrą Bełchatów. Pierwszy wygrany set zaliczył w 5. serii spotkań, ulegając Polskiej Energii Sosnowiec 1:3, natomiast pierwsze punkty wywalczył z Górnikiem w następnym meczu wygranym z Mostostalem-Azoty Kędzierzyn-Koźle. Po rundzie zasadniczej radlinianie uplasowali się na miejscu w strefie spadkowej. W rozgrywkach play-off o utrzymanie przegrali rywalizację z sąsiadującym w tabeli, AZS-em PWSZ Nysa. W Pucharze Polski nie awansowali do rundy finałowej. W tym sezonie Sebastian Pęcherz rozegrał 23 spotkania w Polskiej Lidze Siatkówki, zdobywając w nich 393 punkty.
W 2005 roku przeszedł do Jadaru Radom, występującego w I lidze (zaplecze ekstraklasy). Przez prawie całe rozgrywki radomianie zajmowali pozycję lidera, z której przystępowali do meczów play-off. Pod wodzą Grzegorza Wagnera Pęcherz z zespołem w 27 spotkaniach zaliczył 23 zwycięstwa. Z tą drużyną gracz awansował do finału rozgrywek. W decydującym meczu pokonał BKS Delecta-Chemik Bydgoszcz 3:2 i tym samym wywalczył awans do Polskiej Ligi Siatkówki. W tej edycji zmagań był najskuteczniejszym graczem radomskiego zespołu.
W kolejnym sezonie w inauguracyjnej kolejce ekstraklasy radomianie ulegli obrońcy tytułu mistrza Polski, BOT Skrze Bełchatów 0:3. W 2. serii spotkań Pęcherz z radomskim zespołem pokonał we Wrocławiu miejscową Gwardię w trzech setach. Przez kilka meczów Jadar plasował się na ostatnim miejscu. Po rundzie zasadniczej zajął 7. pozycję. Tę samą lokatę wywalczył po rozgrywkach play-off.
Podczas przerwy rozgrywek klubowych o Sebastiana Pęcherza starała się Skra Bełchatów. O pozostaniu zawodnika w Radomiu zadecydowało m.in. przejście do bełchatowskiej drużyny francuza Stéphane'a Antigi i Michała Bąkiewicza. Przed sezonem został wybrany kapitanem radomskiego zespołu. Wyboru tego dokonali zawodnicy.
W inauguracyjnym meczu Polskiej Ligi Siatkówki z radomianami wywalczył punkt przeciwko Wkręt-met Domexowi AZS Częstochowa. W tym spotkaniu zdobył najwięcej, 28 punktów, mając przy tym ponad 81% skuteczności. W czterech pierwszych kolejkach Pęcherz z drużyną nie wygrał żadnego spotkania. W wygranym pojedynku z obrońcą tytułu mistrza kraju, Skrą Bełchatów, został wybrany najlepszym graczem meczu. Po rundzie zasadniczej z zespołem zajął 7. miejsce, natomiast po samych porażkach w play-off uplasował się na 8. pozycji.
Przed sezonem 2008/2009 przeszedł do Jastrzębskiego Węgla, uczestnika PlusLigi (dawny PLS). W drużynie z Jastrzębia zadebiutował w 2. kolejce spotkań rozgrywek. Wówczas w wygranym meczu w Radomiu z Jadarem pojawił się na parkiecie tylko na zagrywkę w pierwszym secie.

### Kariera reprezentacyjna
Przygodę w reprezentacji kraju zaczynał w drużynie kategorii kadetów. W 2003 roku z tym zespołem wywalczył 2. miejsce na Mistrzostwach Europy Kadetów w Zagrzebiu oraz 1. lokatę w Olimpijskim Festiwalu Młodzieżowym Europy w Paryżu. Reprezentował także barwy zespołu juniorów.
Powoływany był również do kadry B narodowej. W drużynie drugiej reprezentacji kraju zadebiutował w meczu przeciwko Egiptowi, rozegranym 23 czerwca 2006 roku w Radomiu, wygranym przez Polaków 3:0. W tym zespole wystąpił m.in. w IV Memoriale im. Huberta Wagnera. Był podstawowym zawodnikiem "biało-czerwonych". Z zawodnikami Polski B uplasował się na 5. miejscu w owym turnieju. Następnie zrezygnował z gry w tej kadrze.

### Siatkówka plażowa
Po zakończeniu sezonu halowego uczestniczył również w turniejach siatkówki plażowej. W 2000 roku wywalczył 3. miejsce Mistrzostw Polski Kadetów. Potem dwukrotnie zdobył tytuł mistrz kraju kadetów w Pile (2001) i Gubinie (2002). W 2002 roku wziął również udział w tym samym turnieju w przedziale juniorów. Wówczas ze swoim partnerem z zespołu zajął na tych zmaganiach 2. lokatę. 

## Jako siatkarz

### Sukcesy klubowe

#### młodzieżowe
Turniej Nadziei Olimpijskich:
- 1999

Mistrzostwa Polski Młodzików:
- 2000

Mistrzostwa Polski Kadetów:
- 2002
- 2001

Mistrzostwa Polski Juniorów:
- 2002

#### seniorskie
I liga:
- 2006
- 2004

Puchar Challenge:
- 2009

Liga polska:
- 2010
- 2009

Puchar Polski:
- 2010

Puchar Izraela:
- 2013, 2022

Liga izraelska:
- 2013, 2020
- 2016, 2019, 2022
- 2018, 2021

### Sukcesy reprezentacyjne
Mistrzostwa Europy Kadetów:
- 2003

### Nagrody i wyróżnienia
- 2006: 3. miejsce w Plebiscycie na Najpopularniejszego Sportowca Ziemi Radomskiej
- 2007: 2. miejsce w Plebiscycie na Najpopularniejszego Sportowca Ziemi Radomskiej[9]

## Jako trener

### Sukcesy klubowe
Mistrzostwo Izraela:
- 2023[10]
- 2025

Puchar Izraela:
- 2025[11]